# نیروگاه هسته‌ای

نماد نیروگاه هسته‌ای

نیروگاه هسته‌ای به تأسیساتی صنعتی و نیروگاهی می‌گویند که بر پایهٔ فناوری هسته‌ای و با کنترل فرایند شکافت هسته‌ای، از گرمای آزاد شدهٔ آن اقدام به تولید انرژی الکتریکی می‌کند. کنترل انرژی هسته‌ای با حفظ تعادل در فرایند شکافت هسته‌ای همراه است که با استفاده از گرمای تولیدی برای تولید بخار آب (مانند بیشتر نیروگاه‌های گرمایی) اقدام به چرخاندن توربین‌های بخار و به دنبال آن ژنراتورها می‌کند.
در سال ۲۰۰۴ انرژی هسته‌ای در تولید کل انرژی مصرفی جهان سهمی در حدود ۶٫۵٪، و در تولید انرژی الکتریکی سهمی در حدود ۱۵٫۷٪ داشته‌است و نخستین بار به وسیله انریکو فرمی در سال ۱۹۳۴ در یکی از آزمایشگاه‌های دانشگاه شیکاگو تولید شد. این اتفاق زمانی رخ داد که تیم او مشغول بمباران کردن هسته اورانیوم با نوترون بودند.

تخمین مقدار اورانیوم
ذخایر زیرزمینی
منابعی که اکنون اقتصادی هستند
تخمین مقداری که هنوز کشف نشده‌است
مجموع همه در سال ۲۰۰۴
منابع غیرقراردادی

بنا بر پیش‌بینی اتحادیه جهانی هسته‌ای در سال ۲۰۱۵ به‌طور میانگین هر ۵ روز یک‌بار یک نیروگاه هسته‌ای در جهان آغاز به کار می‌کند. شکافت هسته‌ای صورت گرفته در یک رآکتور فقط بخشی از یک چرخه هسته‌ای است. این چرخه از معادن شروع می‌شود. میزان اورانیوم موجود در پوسته زمین نسبتاً زیاد است به‌طوری‌که با منابع فلزاتی همچون قلع و ژرمانیوم برابری می‌کند و تقریباً ۳۵ برابر میزان نقره موجود در پوسته زمین است. اورانیوم ماده تشکیل دهنده بسیاری از اجسام اطراف ما مانند سنگ‌ها و خاک است. بنا بر آمارگیری جهانی معادن شناخته شده جهان در حال حاضر برای تأمین بیش از ۷۰ سال انرژی الکتریکی جهان کافی هستند. بهای میانگین اورانیوم در سال ۲۰۰۷، ۱۳۰ دلار آمریکا به ازای هر کیلوگرم بود. به این ترتیب ثبات تأمین سوخت هسته‌ای از بسیاری از دیگر مواد معدنی بیشتر است.
مهم‌ترین مسئله‌ای که مخالفان انرژی هسته‌ای بیان می‌دارند امنیت محیط زیستی نیروگاه هسته‌ای است زیرا با کوچکترین اشتباه، ممکن است فجایعی مانند فاجعه چرنوبیل به بار آید.

## جوانب اقتصادی

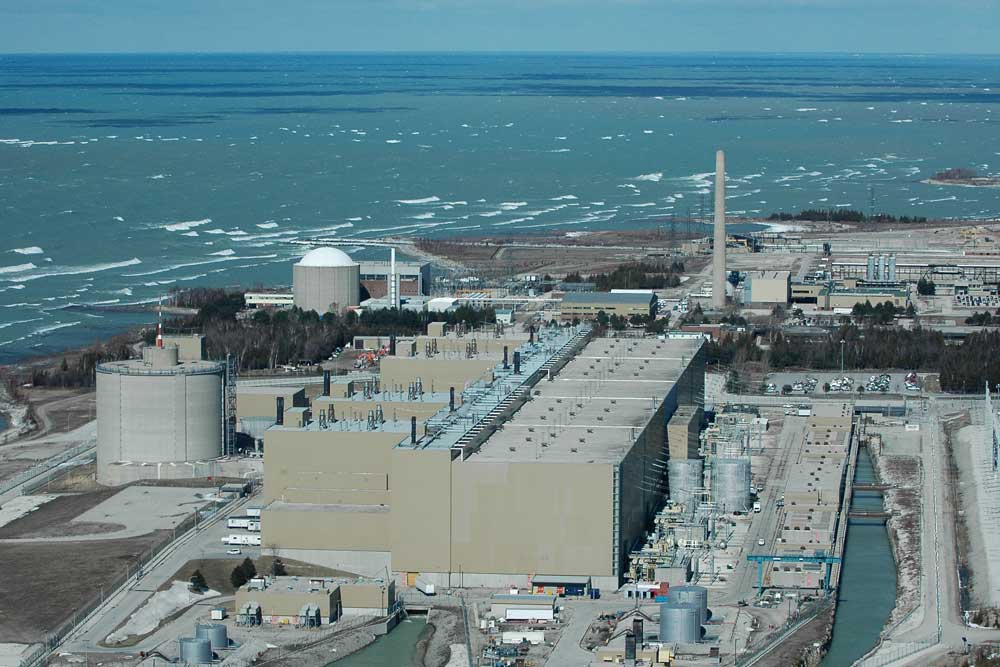
یک نیروگاه هسته‌ای

## نیروگاه‌های متحرک

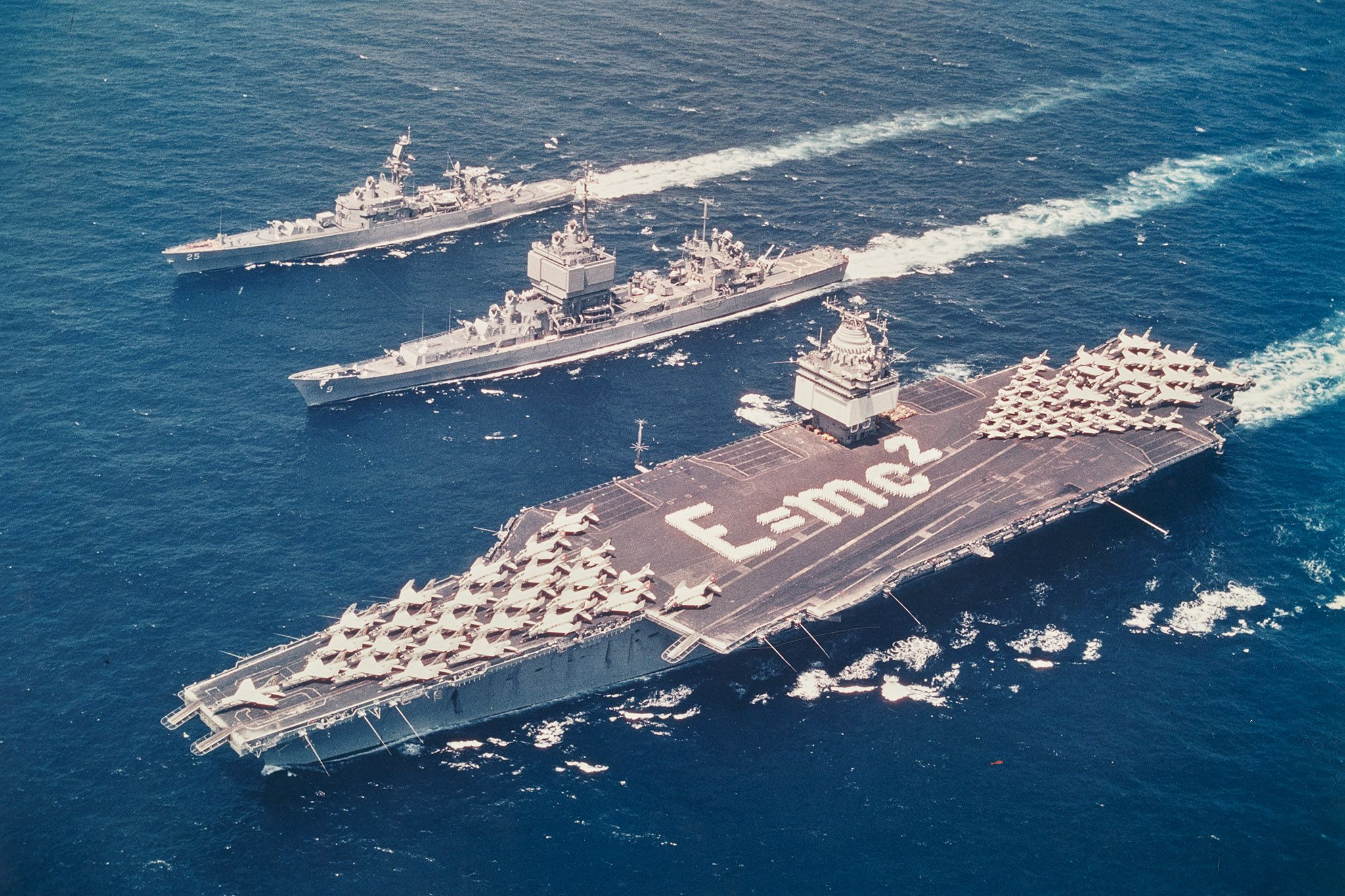
ناو هواپیمابر با رانش هسته‌ای در سال ۱۹۶۴

## کاربرد

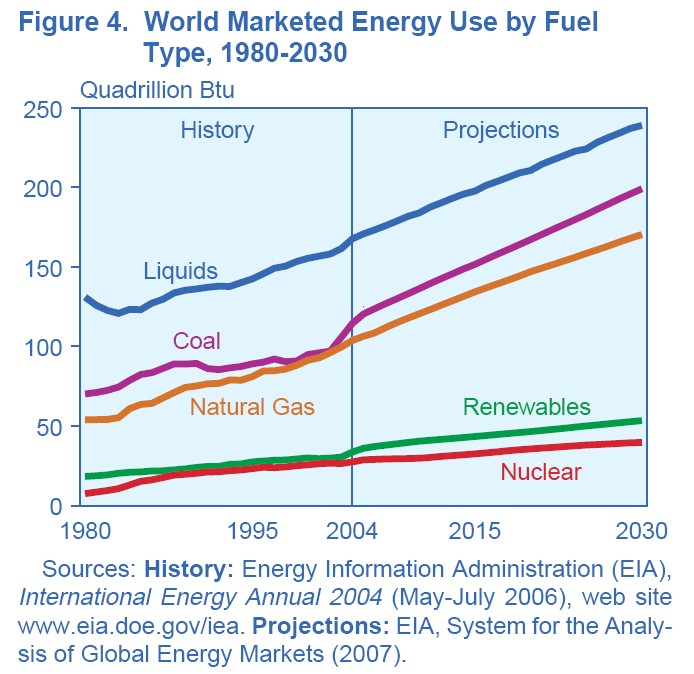
منابع تأمین انرژی الکتریکی در بین سال‌های ۱۹۸۰ تا ۲۰۳۰:
مایعات
زغال‌سنگ
گاز طبیعی
قابل بازیافت
هسته‌ای

در سال ۲۰۰۴ انرژی هسته‌ای در تولید کل انرژی مصرفی جهان سهمی در حدود ۶٫۵٪، و در تولید انرژی الکتریکی سهمی در حدود ۱۵٫۷٪ داشته‌است که کشورهای ایالات متحده، فرانسه، و ژاپن در مجموع حدود ۵۷٪ از کل انرژی الکتریکی هسته‌ای جهان را به خود اختصاص داده‌اند. در سال ۲۰۰۷ آژانس بین‌المللی انرژی هسته‌ای از وجود ۴۳۹ رآکتور هسته‌ای در حال ساخت در ۳۱ کشور در سراسر جهان خبر داد.
ایالات متحده آمریکا با تولید حدود ۲۰٪ انرژی مورد نیاز خود از رآکتورهای هسته‌ای در میزان کل تولید انرژی هسته‌ای جایگاه اول جهان را داراست، حال آن که فرانسه با تولید ۸۰٪ انرژی الکتریکی مورد نیاز خود در ۱۶ نیروگاه هسته‌ای از نظر درصد دارای رتبه نخست در جهان است. این درحالی است که در کل اروپا، انرژی هسته‌ای ۳۰٪ برق مصرفی این قاره را تأمین می‌کند. البته سیاست‌های هسته‌ای در کشورهای اروپایی با هم متفاوتند طوری‌که در کشورهایی نظیر ایرلند یا اتریش هیچ راکتور هسته‌ای فعالی وجود ندارد.
همچنین در بسیاری از کشتی‌ها و زیردریاییهای نظامی یا حتی غیرنظامی (کشتی‌های یخ‌شکن) از انرژی هسته‌ای به عنوان نیروی محرکه استفاده می‌شود.
به دلیل برتری‌های بی‌شمار انرژی هسته‌ای، امروزه بهره‌برداری از این فناوری روز به روز گسترش بیشتری می‌یابد و بر روش‌های استفاده صلح‌آمیز از آن (مانند استفاده از انرژی هسته‌ای برای گرمایش یا نمک‌زدایی آب) افزوده می‌شود.

## تاریخچه

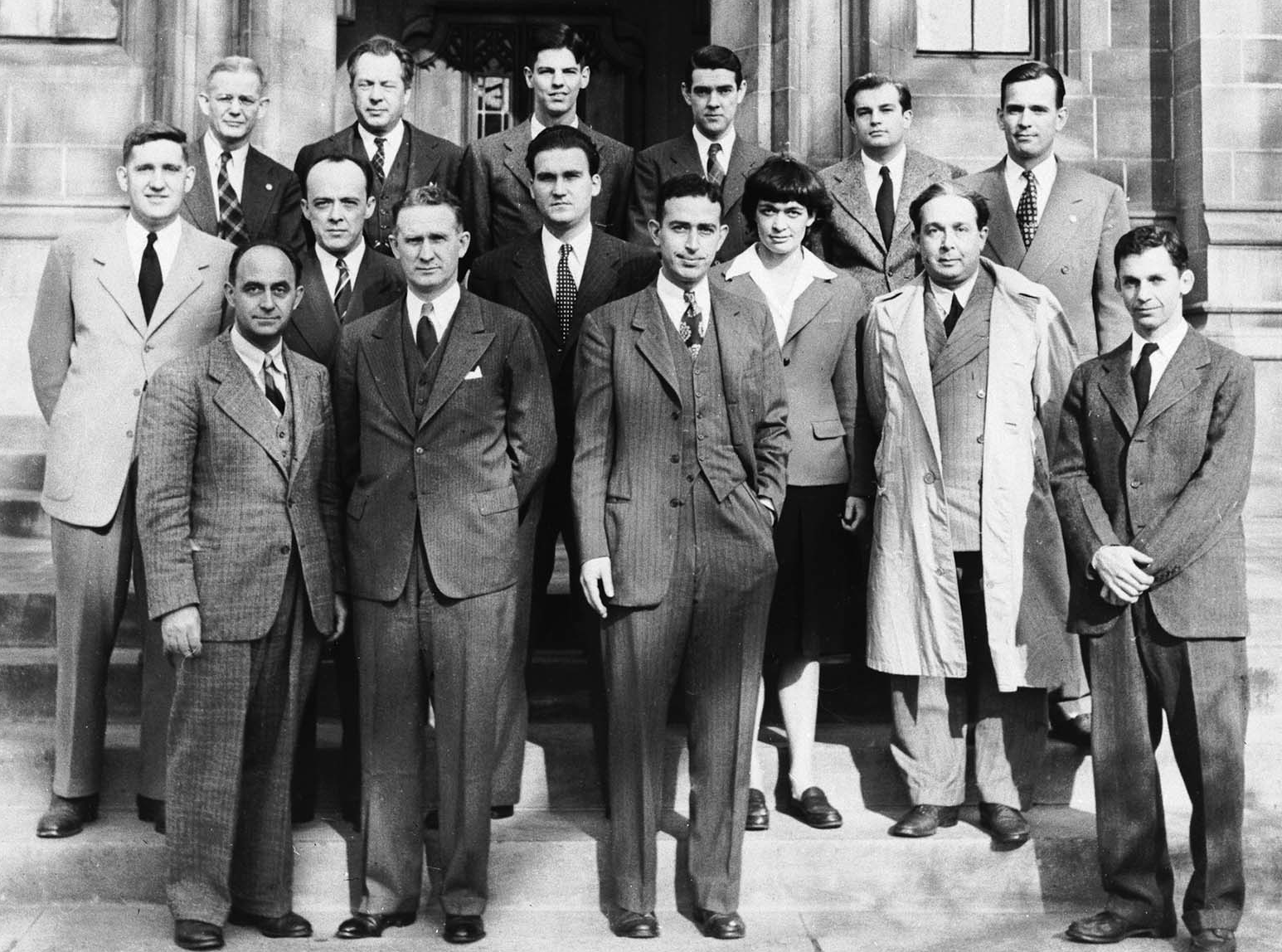
تیم دانشگاه شیکاگو برای ساخت رآکتور هسته‌ای. زیلارد و فرمی هر دو در عکس دیده می‌شوند.

### منشأ
در سال ۱۹۳۸ زمانی‌که شیمیدان آلمانی اتو هان (به آلمانی: Otto Hahn) و فریتس اشتراسمان (به آلمانی: Fritz Straßmann) فیزیکدان اتریشی لیزه میتنر (به آلمانی: Lise Meitner) و اتو روبرت فریش (به آلمانی: Otto Robert Frisch) در حال آزمایش بر روی اورانیوم بمباران شده بودند متوجه شدند که نوترون شلیک شده می‌تواند نتیجه‌ای باورنکردنی داشته باشد و هسته اورانیوم را به دو یا چند قسمت تقسیم کند. بعدها دانشمندان زیادی (و در صدر آن‌ها لیو زیلارد) دریافتند که پخش تعدادی نوترون در فضا هنگام یک شکافت هسته‌ای می‌تواند واکنشی زنجیره‌ای را از این قابلیت به وجود آورد. این کشف دانشمندان را در برخی کشورها (از جمله ایالات متحده، انگلستان، فرانسه، آلمان و اتحاد جماهیر شوروی) بر آن داشت تا از دولت‌های خود برای ادامه پژوهش‌ها در این زمینه درخواست پشتیبانی مالی کنند.
انرژی هسته‌ای نخستین بار به وسیله انریکو فرمی در سال ۱۹۳۴ در یکی از آزمایشگاه‌های دانشگاه شیکاگو تولید شد. این اتفاق زمانی رخ داد که تیم او مشغول بمباران کردن هسته اورانیوم با نوترون بودند. این پروژه (که با نام Chicago Pile-1 شناخته شد) با فوریت تمام در ۲ دسامبر ۱۹۴۲ به بهره‌برداری رسید و بعدها به بخشی از پروژه منهتن تبدیل شد. طی این پروژه رآکتورهای بزرگی را برای دستیابی به پلوتونیوم و استفاده از آن در سلاح هسته‌ای در هانفورد واشینگتن راه‌اندازی کردند.
پس از جنگ جهانی دوم دولت ایالات متحده که می‌ترسید پژوهش‌های هسته‌ای باعث گسترش دانش هسته‌ای و در نتیجه سلاح هسته‌ای شود کنترل‌های سخت‌گیرانه‌ای در مورد پژوهش‌های هسته‌ای اعمال کرد و به‌طور کلی بیشتر پژوهش‌های هسته‌ای بر روی اهداف نظامی متمرکز شوند.
در ۲۰ دسامبر ۱۹۵۱ برای نخستین بار در یک پایگاه آزمایشگاهی با نام EBR-I از رآکتور هسته‌ای برای تولید انرژی الکتریکی (در حدود ۱۰۰ کیلووات) استفاده شد.

### سال‌های آغازین

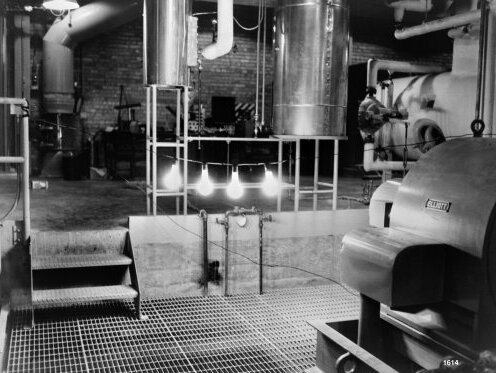
نخستین لامپ‌های برقی که توسط انرژی هسته‌ای روشن شدند. آزمایشگاه ملی آیداهو

در ۱۹۵۴ لوییس اشتراوس و پس از آن چیرمن رئیس کمسیون انرژی اتمی ایالات متحده آمریکا دربارهٔ تولید انرژی الکتریکی به وسیله انرژی هسته‌ای گفتگوهایی را انجام دادند و در رابطه با تولید انرژی الکتریکی ارزان‌تر مطالبی را شرح دادند. اما مسئولان آن زمان ایالات متحده به دلیل بدگمانی دربارهٔ انرژی هسته‌ای بیشتر تمایل داشتند تا از همجوشی هسته‌ای برای این کار استفاده کنند و بنابراین فرصت را از دست دادند.
سرانجام در ۲۷ ژوئن ۱۹۵۴ نخستین نیروگاه هسته‌ای جهان که به شبکه برق متصل گردید در اتحاد جماهیر شوروی به بهره‌برداری رسید. این نیروگاه توانی در حدود ۵ مگاوات تولید می‌کرد.
در ۱۹۵۶ اولین نیروگاه تجاری هسته‌ای جهان در انگلستان به بهره‌برداری رسید که توانی در حدود ۵۰ مگاوات تولید می‌کرد.
یکی از سازمان‌هایی که برای نخستین بار شروع به توسعه دانش هسته‌ای کرد نیروی دریایی ایالات متحده آمریکا بود که در نظر داشت از انرژی هسته‌ای به عنوان سوخت زیردریاییها و ناوهای هواپیمابر استفاده کند. عملکرد مناسب این سازمان و پافشاری دریاسالار هیمن ریکوور باعث شد تا سر انجام نخستین زیردریایی اتمی جهان با نام ناتیلوس (به انگلیسی: USS Nautilus) در دسامبر ۱۹۵۴ به آب انداخته شود.

نمودار پیشینه استفاده از انرژی هسته‌ای. همان‌طور که در نمودار مشخص است رشد استفاده از انرژی هسته‌ای در اواسط دهه ۱۹۸۰ به شدت کاهش یافته‌است.

### پیشرفت
با راه‌اندازی نخستین نیروگاه‌های هسته‌ای، بهره‌برداری از این نیروگاه‌ها شتاب گرفت به‌طوری‌که استفاده از برق هسته‌ای از کمتر از ۱ گیگاوات در دهه ۱۹۶۰ به بیش از ۱۰۰ گیگاوات در دهه ۱۹۷۰ و نزدیک به ۳۰۰ گیگاوات در اواخر دهه ۱۹۸۰ رسید. البته در اواخر دهه ۱۹۸۰ از شتاب رشد استفاده از برق هسته‌ای به شدت کاسته شد و به این ترتیب به حدود ۳۶۶ گیگاوات در سال ۲۰۰۵ رسید که بیشترین گسترش پس از دهه ۱۹۸۰ مربوط به جمهوری خلق چین است. باید به این نکته نیز اشاره کرد که بیش از دو سوم از طرح‌های مربوط به احداث نیروگاه هسته‌ای که شروع اجرای آن‌ها پس از ۱۹۷۰ بود، لغو شدند.
در طول دهه‌های ۱۹۷۰ و ۱۹۸۰ کاهش قیمت سوخت‌های فسیلی و افزایش قیمت ساخت یک نیروگاه هسته‌ای از تمایل دولت‌ها برای ساخت نیروگاه هسته‌ای به شدت کاست. البته بحران سوخت ۱۹۷۳ باعث شد تا کشورهایی مانند فرانسه و ژاپن که از منابع نفت زیادی برخوردار نیستند به فکر ساخت نیروگاه‌های هسته‌ای بیشتری بیفتند به‌طوری‌که این دو کشور به ترتیب ۸۰٪ و ۳۰٪ از انرژی الکتریکی حال حاضر خود را از این منابع تأمین می‌کنند.
در سی سال انتهایی قرن بیستم ترس از رخدادهای خطرناک هسته‌ای مانند فاجعه چرنوبیل در ۱۹۸۶، مشکلات مربوط به دفع زباله‌های هسته‌ای، بیماری‌های ناشی از تشعشع هسته‌ای و… باعث به وجود آمدن جنبش‌هایی برای مقابله با توسعه نیروگاه‌های هسته‌ای شد و این خود از دلایل کاهش توسعه نیروگاه‌های هسته‌ای در بسیاری از کشورها بود.

### آینده

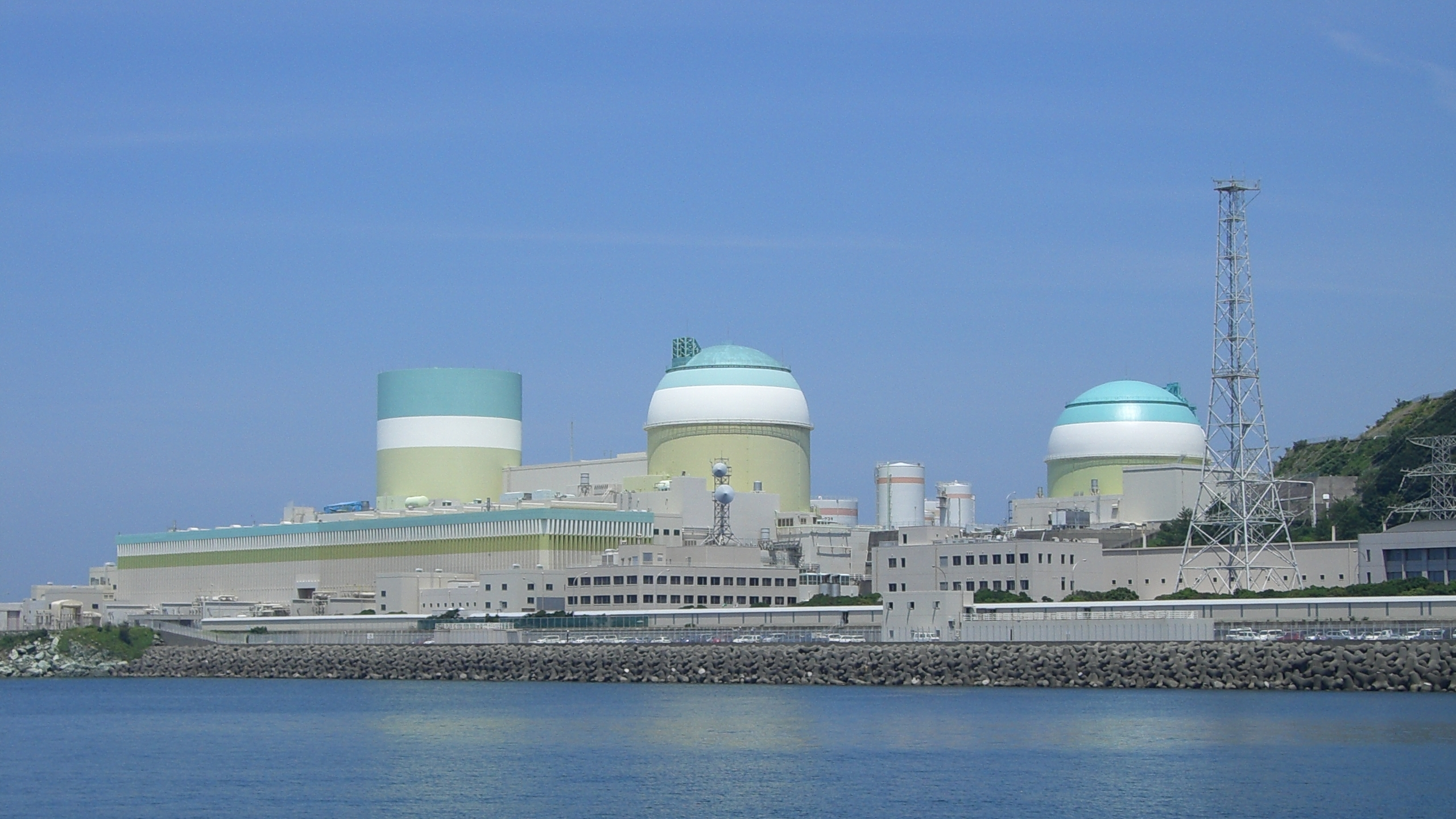
نیروگاه هسته‌ای ایکاتا در ژاپن فاقد برج‌های خنک‌کننده‌است و تبادل حرارت را به‌طور مستقیم با آب اقیانوس انجام می‌دهد.

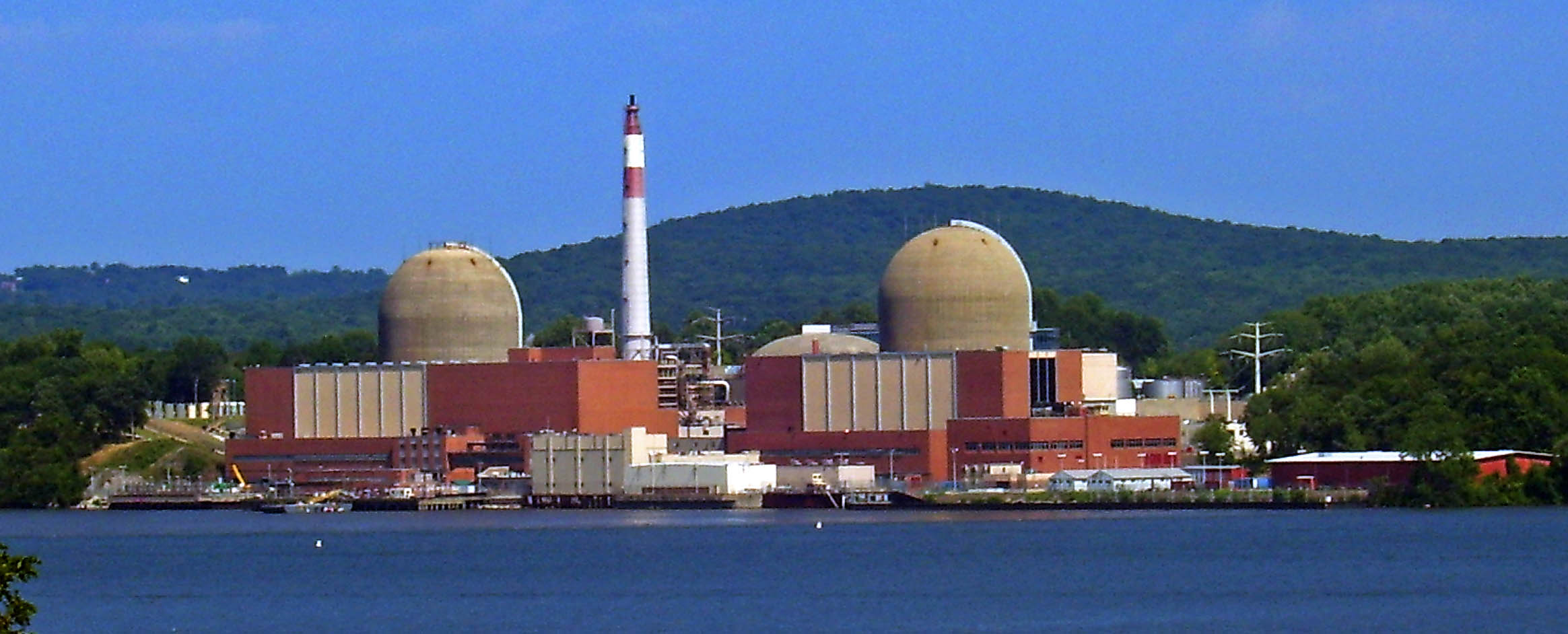
تاسیسات نیروگاه هسته‌ای ایندین پوینت در ایالت نیویورک

تا سال ۲۰۰۷ آخرین رآکتور هسته‌ای مورد بهره‌برداری قرار گرفته در ایالات متحده رآکتور Watts Bar ۱ در تنسی بود که در ۱۹۹۶ به شبکه متصل شد و این مدرک محکمی بر موفقیت تلاش‌های ضد گسترش نیروگاه‌های هسته‌ای است. با این حال تلاش‌ها در برابر گسترش نیروگاه‌های هسته‌ای تنها در برخی کشورهای اروپایی، فیلیپین، نیوزیلند و ایالات متحده موفق بوده‌است و در عین حال در این کشورها نیز این جنبش‌ها نتوانستند پژوهش‌های هسته‌ای را متوقف کنند و پژوهش‌های مربوط به انرژی هسته‌ای کماکان ادامه دارد. برخی کارشناسان پیش‌بینی می‌کنند که نیاز روزافزون به منابع انرژی، افزایش قیمت سوخت و بحران افزایش دمای زمین در اثر استفاده از سوخت‌های فسیلی باعث شود که بقیه کشورها نیز به سوی استفاده از نیروگاه‌های هسته‌ای روی آورند و همچنین باید یادآوری کرد که با پیشرفت فناوری هسته‌ای، امروزه امکان بروز فجایع هسته‌ای بسیار کمتر شده‌است. اتحادیه جهانی هسته‌ای پیش‌بینی می‌کند که در سال ۲۰۱۵ به‌طور متوسط هر ۵ روز یک‌بار یک نیروگاه هسته‌ای در جهان افتتاح خواهد شد.
با تمام مخالفت‌ها، بسیاری از کشورها در گسترش نیروگاه‌های هسته‌ای ثابت قدم بوده‌اند از جمله این کشورها می‌توان به ژاپن، چین، و هند اشاره کرد. در بسیاری از کشورهای دیگر جهان نیز طرح‌های وسیعی برای گسترش استفاده از انرژی هسته‌ای در حال تدوین است.
تعداد رآکتورهای هسته‌ای در جهان در سال ۲۰۱۵ میلادی
| کشور                | رآکتور عملیاتی | رآکتور در حال ساخت | رآکتور برنامه‌ریزی شده | رآکتور پیشنهاد شده |
| ایالات متحده آمریکا | ۹۹             | ۵                  | ۵                     | ۱۷                 |
| فرانسه              | ۵۸             | ۱                  | ۱                     | ۱                  |
| ژاپن                | ۴۸             | ۳                  | ۹                     | ۳                  |
| روسیه               | ۳۴             | ۹                  | ۳۱                    | ۱۸                 |
| کره جنوبی           | ۲۳             | ۵                  | ۸                     | ۰                  |
| چین                 | ۲۲             | ۲۷                 | ۶۴                    | ۱۲۳                |
| هند                 | ۲۱             | ۶                  | ۲۲                    | ۳۶                 |
| کانادا              | ۱۹             | ۰                  | ۲                     | ۳                  |
| بریتانیا            | ۱۶             | ۰                  | ۴                     | ۷                  |
| اوکراین             | ۱۵             | ۰                  | ۲                     | ۱۱                 |
| تعداد کل در جهان    | ۴۳۷            | ۷۰                 | ۱۸۳                   | ۳۱۱                |

## فناوری رآکتور هسته‌ای

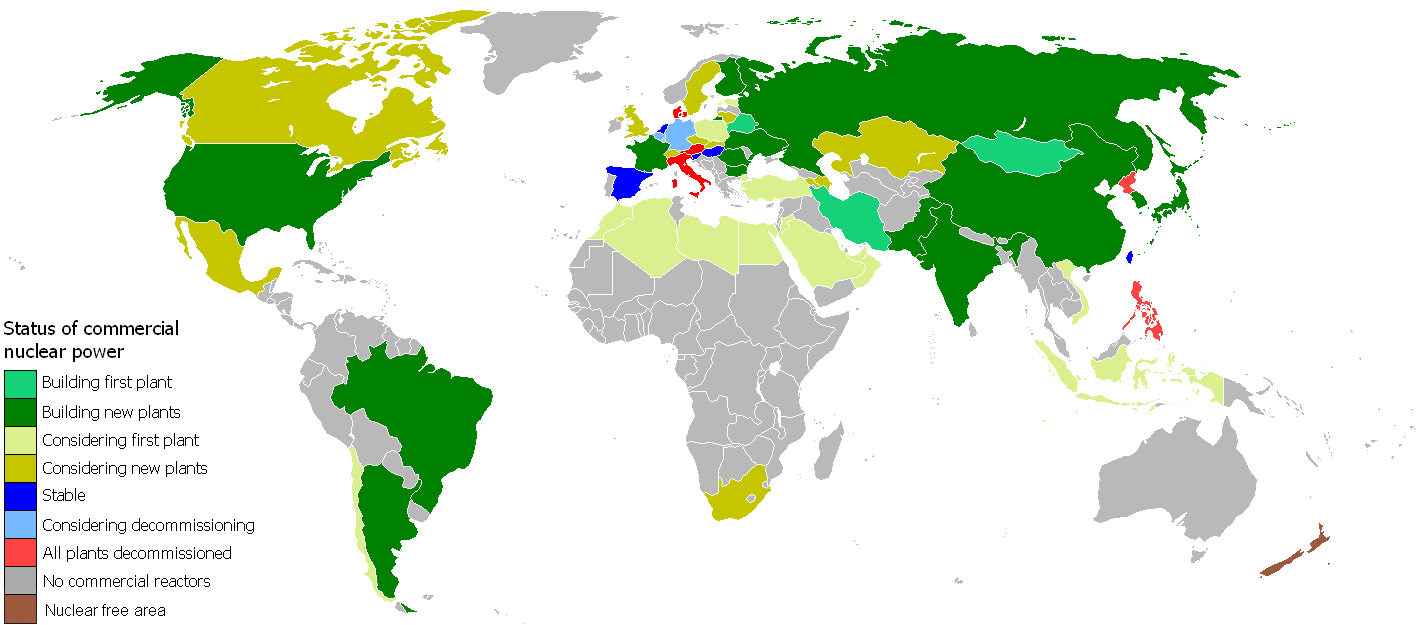

تمامی نیروگاه‌های گرمایی متداول از نوعی سوخت برای تولید گرما استفاده می‌کنند برای مثال گاز طبیعی، زغال‌سنگ یا نفت. در یک نیروگاه هسته‌ای این گرما از شکافت هسته‌ای که در داخل رآکتور صورت می‌گیرد تأمین می‌شود. هنگامی که یک هسته نسبتاً بزرگ قابل شکافت مورد برخورد نوترون قرار می‌گیرد به دو یا چند قسمت کوچک‌تر تقسیم می‌شود و در این فرایند که به آن شکافت هسته‌ای می‌گویند تعدادی نوترون و مقدار نسبتاً زیادی انرژی آزاد می‌شود. نوترون‌های آزاد شده از یک شکافت هسته‌ای در مرحله بعد خود با برخورد به دیگر هسته‌ها موجب شکافت‌های دیگری می‌شوند و به این ترتیب یک فرایند زنجیره‌ای به وجود می‌آید. زمانی که این فرایند زنجیره‌ای کنترل شود می‌توان از انرژی آزاد شده در هر شکافت (که بیشتر آن به صورت گرماست) برای تبخیر آب و چرخاندن توربین‌های بخار و در نهایت تولید انرژی الکتریکی استفاده کرد. در صورتی که در یک رآکتور از سوختی یکنواخت اورانیوم-۲۳۵ یا پلوتونیوم-۲۳۹ استفاده شود بر اثر افزایش غیرقابل کنترل تعداد شکافت‌های هسته‌ای بر اثر فرایند زنجیره‌ای، انفجار هسته‌ای ایجاد می‌شود. اما فرایند زنجیره‌ای موجب ایجاد انفجار هسته‌ای در یک رآکتور نخواهد شد چرا که تعداد شکافت‌های رآکتور به اندازه‌ای زیاد نخواهد بود که موجب انفجار شوند و این به دلیل درجه غنی‌سازی پایین سوخت رآکتورهای هسته‌ای است. اورانیوم طبیعی دارای درصد اندکی (کمتر از ۱٪) از اورانیوم-۲۳۵ است و بقیه آن اورانیوم-۲۳۸ است (زیرا اورانیوم-۲۳۸ توانایی شکافت‌پذیری ندارد). اکثر رآکتورها نیروگاه‌های هسته‌ای از اورانیوم با درصد غنی‌سازی بین ۳٪ تا ۴٪ استفاده می‌کنند اما برخی از آن‌ها طوری طراحی شده‌اند که با اورانیوم طبیعی کار کنند و برخی از آن‌ها نیز به سوخت‌های با درصد غنی‌سازی بالاتر نیاز دارند. رآکتورهای موجود در زیردریایی‌های هسته‌ای و کشتی‌های بزرگ مانند ناوهای هواپیمابر معمولاً از اورانیوم با درصد غنی‌سازی بالا استفاده می‌کنند. با اینکه قیمت اورانیوم با غنی‌سازی بالاتر بیشتر است اما استفاده از این نوع سوخت‌ها دفعات سوختگیری را کاهش می‌دهد و این قابلیت برای کشتی‌های نظامی بسیار پراهمیت است.
راکتورهای CANDU قابلیت دارند تا از اورانیوم غنی‌نشده‌استفاده کنند و دلیل این قابلیت استفاده آب سنگین به جای آب سبک برای تعدیل‌سازی و خنک‌کنندگی است چراکه آب سنگین مانند آب سبک نوترون‌ها را جذب نمی‌کند.
کنترل فرایند شکافت زنجیره‌ای با استفاده از موادی که می‌توانند نوترون‌ها را جذب کنند (در اکثر موارد کادمیوم) ممکن می‌شود. سرعت نوترون‌ها در رآکتور باید کاهش یابد چراکه احتمال اینکه یک نوترون با سرعت کمتر در لحظه تصادم با هسته اورانیوم-۲۳۵ موجب شکافت هسته‌ای گردد بیشتر است. در رآکتورهای آب سبک از آب معمولی برای کم کردن سرعت نوترون‌ها و همچنین خنک کردن رآکتور استفاده می‌شود. اما زمانی که دمای آب افزایش می‌یابد چگالی آب کاهش می‌یابد و سرعت تعداد کمتری نوترون به اندازه کافی کم می‌شود و به این ترتیب تعداد شکافت‌های کاهش می‌یابند بنابراین یک بازخور منفی همیشه ثبات سیستم را تثبیت می‌کند. در این حالت برای آنکه بتوان دوباره تعداد شکافت‌های صورت گرفته را افزایش داد باید دمای آب را کاهش داد که به این کار ایجاد چرخه شکافت می‌گویند.

## چرخه سوخت هسته‌ای

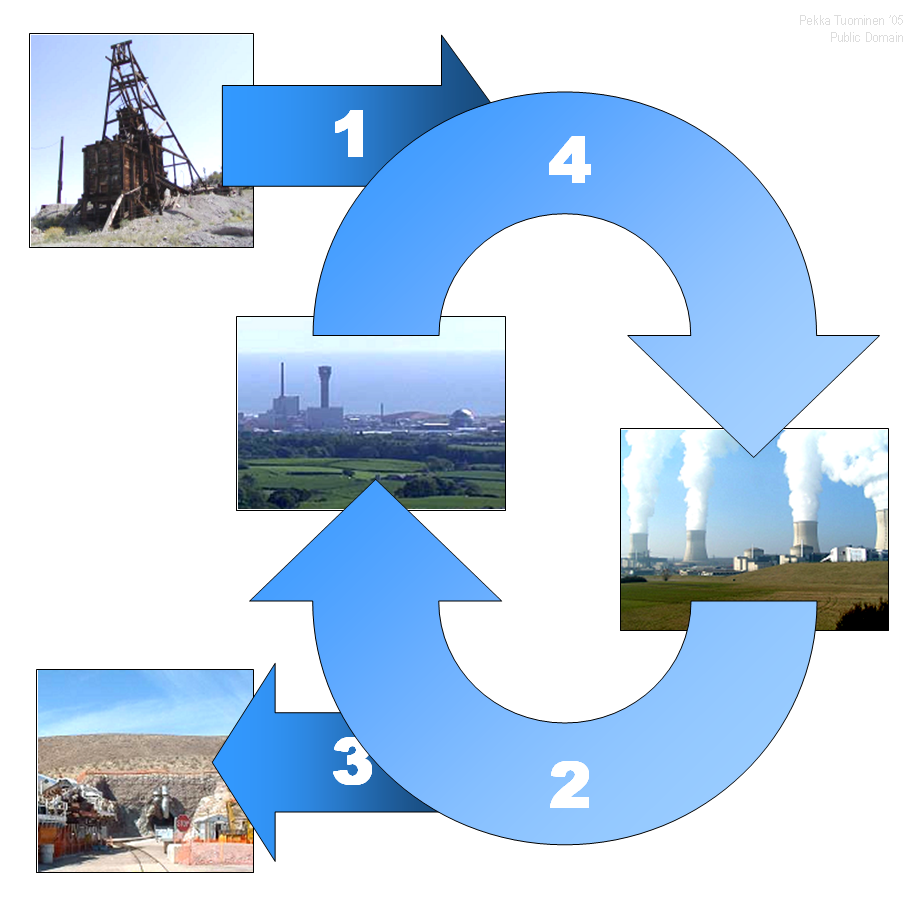
نمودار چرخه سوخت هسته‌ای (۱)این چرخه با استخراج سوخت از معادن آغاز می‌شود(۲)سوخت به نیروگاه‌های هسته‌ای فرستاده می‌شود، پس از پایان عمر سوخت، سوخت به تأسیسات بازفراوری فرستاده می‌شود(۳)یا آنکه برای انبار شدن به انبار ضایعات اتمی فرستاده می‌شود(۴)در فرایند باز فراوری تا ۹۵٪ از سوخت مصرف شده دوباره به چرخه بازمی‌گردد.

شکافت هسته‌ای صورت گرفته در یک رآکتور فقط بخشی از یک چرخه هسته‌ای است. این چرخه از معادن شروع می‌شود. اورانیوم استخراج شده از معدن معمولاً فرمی پایدار و فشرده مانند کیک زرد دارد. این اورانیوم معدنی به تأسیسات فرآوری فرستاده می‌شود و در آنجا کیک زرد به هگزافلوراید اورانیوم (که پس از غنی‌سازی به عنوان سوخت رآکتورها مورد استفاده قرار می‌گیرد) تبدیل می‌گردد. در این مرحله درجه غنی‌سازی اورانیوم یعنی درصد اورانیوم-۲۳۵ در حدود ۰٫۷٪ است. در صورت نیاز بسته به نوع سوخت نیروگاه (درصد غنی‌سازی لازم برای سوخت نیروگاه) اورانیوم غنی‌سازی شده و سپس از آن برای تولید میل‌های سوختی مورد استفاده در نیروگاه (شکل میله‌ها در نیروگاه‌های مختلف متفاوت است) استفاده می‌کنند. عمر هر میل تقریباً سه سال است به‌طوری‌که حدود ۳٪ از اورانیوم موجود در آن مورد مصرف قرار گیرد. پس از گذشت عمر اورانیوم، آن را به حوضچه سوخت مصرف شده می‌برند. اورانیوم باید حداقل ۵ سال در این حوضچه‌ها باقی بماند تا ایزوتوپهای به وجود آمده در اثر شکافت هسته‌ای از آن جدا شوند. پس از گذشت این زمان اورانیوم را در بشکه‌های خشک انبار می‌کنند یا اینکه دوباره آن را به چرخه سوخت بازمی‌گردانند.